# Déclaration de succession
 (février 2007).

## En Belgique
La déclaration de succession est un formulaire administratif destiné à chiffrer la consistance active et passive d'une succession en vue de déterminer le montant de l'impôt successoral appelé le droit de succession.        
Il s'agit d'un document sous seing privé ne requérant pas nécessairement l'intervention d'un notaire.        
Depuis peu, certaines alternatives au monopole de fait des notaires belges en la matière se développent favorisant la concurrence et une politique tarifaire raisonnable,

### Délai
La déclaration de succession doit obligatoirement être déposée par certains héritiers (les héritiers légaux et légataires universels), dans le délai de quatre mois qui suivent le décès. Le délai est prolongé d'un mois si le décès a eu lieu en dehors de la Belgique (mais au sein de l'Europe) ou de deux mois si le décès a eu lieu en dehors de l'Europe.

### Bureau compétent
La déclaration de succession doit être déposée au bureau des successions régional du lieu du dernier domicile du défunt.
Par exception, la région flamande a centralisé le lieu de dépôt des déclarations qui la concernent. La déclaration peut être déposée à l'adresse suivante : Vlaamse Belastingdienst – Erfbelasting - Vaartstraat 16 - 9300 AALST, ou même être déposée par voie électronique.

## En France
La déclaration de succession est un formulaire administratif destiné à chiffrer la consistance active et passive d'une succession en vue de déterminer le montant d'impôts spécifiques qualifiés de " droits ". Cet impôt est un des plus anciens du système fiscal français. Ces droits participent des droits d'enregistrement et leur calcul obéit à des règles propres qui les distinguent des impôts directs (impôt sur le revenu principalement) et indirects (TVA principalement). Leur base (assiette) est le patrimoine net transmis par décès. Calcul et perception sont étroitement liés aux règles du droit civil mais le législateur a pu s'en affranchir dans l'intention d'éviter les fraudes (autonomie du droit fiscal).        
En dehors de la déclaration dite principale existe une déclaration partielle qui soit accompagne le paiement d'un acompte à valoir sur les droits réglés ultérieurement soit sert à déclarer les assurances sur la vie souscrites par le défunt. La libération par les assureurs des sommes placées au profit des bénéficiaires quels qu'ils soient est en effet subordonnée à une déclaration préalable auprès de l'administration fiscale. Les Receveurs accusent réception des  déclarations déposées auprès du service compétent (Hôtel des finances du lieu du décès) en vue de justifier de l'accomplissement de leurs obligations légales par les héritiers, légataires ou bénéficiaires.                 